# Elecciones legislativas de Rusia de 2003

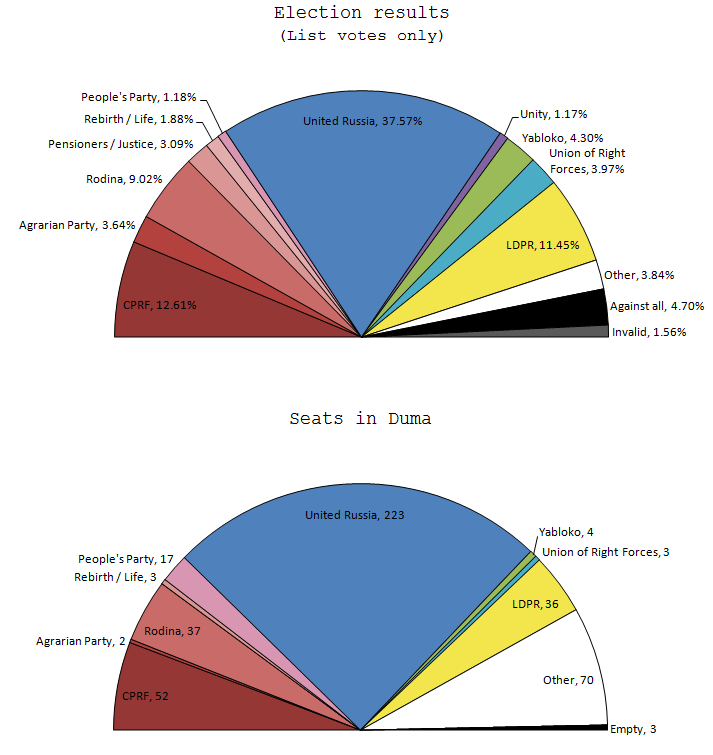
Resultados de las elecciones.

Las elecciones legislativas se celebraron en Rusia el 7 de diciembre de 2003. Estuvieron en juego los 450 escaños de la Duma Estatal.
Como era de esperar, el partido de Vladímir Putin, Rusia Unida, recibió la mayoría de los votos y ganó una mayoría simple de los escaños. El Partido Comunista vio muy reducida su fuerza y descendió al segundo puesto. El Partido Liberal-Demócrata mejoró su posición tras aumentar en 19 escaños, mientras que Yabloko y la Unión de Fuerzas de Derecha perdieron la mayoría de sus escaños. También se vio la fuerte irrupción del partido nacionalista Rodina.

## Resultados
| Partido                                                         | Representación proporcional | Representación proporcional | Representación proporcional | Distrito electoral | Distrito electoral | Distrito electoral | Total de escaños | +/–   |
| Partido                                                         | Votos                       | %                           | Escaños                     | Votos              | %                  | Escaños            | Total de escaños | +/–   |
| --------------------------------------------------------------- | --------------------------- | --------------------------- | --------------------------- | ------------------ | ------------------ | ------------------ | ---------------- | ----- |
| Rusia Unida                                                     | 22,776,294                  | 37.6                        | 120                         | 14,123,625         | 23.9               | 103                | 223              | Nuevo |
| Partido Comunista de la Federación Rusa                         | 7,647,820                   | 12.6                        | 40                          | 6,577,598          | 11.2               | 12                 | 52               | −61   |
| Partido Liberal-Demócrata de Rusia                              | 6,944,322                   | 11.5                        | 36                          | 1,860,905          | 3.2                | 0                  | 36               | +19   |
| Rodina                                                          | 5,470,429                   | 9.0                         | 29                          | 1,719,147          | 2.9                | 8                  | 37               | Nuevo |
| Yabloko                                                         | 2,610,087                   | 4.3                         | 0                           | 1,580,629          | 2.7                | 4                  | 4                | −16   |
| Unión de Fuerzas de Derecha                                     | 2,408,535                   | 4.0                         | 0                           | 1,764,290          | 3.0                | 3                  | 3                | −26   |
| Partido Agrario Ruso                                            | 2,205,850                   | 3.6                         | 0                           | 1,104,974          | 1.9                | 2                  | 2                | Nuevo |
| Partido de los Pensionistas Rusos-Partido de la Justicia Social | 1,874,973                   | 3.1                         | 0                           | 342,891            | 0.6                | 0                  | 0                | −1    |
| Partido del Renacimiento de Rusia-Partido Ruso de la Vida       | 1,140,413                   | 1.9                         | 0                           | 1,584,904          | 2.7                | 3                  | 3                | Nuevo |
| Partido Popular de la Federación Rusa                           | 714,705                     | 1.2                         | 0                           | 2,677,889          | 4.5                | 17                 | 17               | Nuevo |
| Unidad                                                          | 710,721                     | 1.2                         | 0                           | 9,334              | 0.0                | 0                  | 0                | −73   |
| Nuevo Curso-Automóvil Rusia                                     | 509,302                     | 0.8                         | 0                           | 222,090            | 0.4                | 1                  | 1                | Nuevo |
| Por Una Santa Rusia                                             | 298,826                     | 0.5                         | 0                           | 59,986             | 0.1                | 0                  | 0                | Nuevo |
| Partido Ecológico Ruso "Los Verdes"                             | 253,985                     | 0.4                         | 0                           | 69,585             | 0.1                | 0                  | 0                | 0     |
| Desarrollo de la Empresa                                        | 212,827                     | 0.4                         | 0                           | 237,527            | 0.4                | 1                  | 1                | Nuevo |
| Gran Unión Rusia-Eurasia                                        | 170,796                     | 0.3                         | 0                           | 464,602            | 0.8                | 1                  | 1                | Nuevo |
| Patriotas Genuinos de Rusia                                     | 149,151                     | 0.3                         | 0                           | 2,564              | 0.0                | 0                  | 0                | Nuevo |
| Paz y Unidad                                                    | 148,954                     | 0.3                         | 0                           | 10,664             | 0.0                | 0                  | 0                | 0     |
| Partido Unido Ruso Rus'                                         | 147,441                     | 0.2                         | 0                           | 570,453            | 1.0                | 0                  | 0                | Nuevo |
| Partido Democrático de Rusia                                    | 136,295                     | 0.2                         | 0                           | 94,810             | 0.2                | 0                  | 0                | Nuevo |
| Partido Democrático Constitucional Ruso                         | 113,190                     | 0.2                         | 0                           | –                  | –                  | –                  | 0                | Nuevo |
| Unión de Personas para la Educación y la Ciencia                | 107,448                     | 0.2                         | 0                           | 16,111             | 0.0                | 0                  | 0                | Nuevo |
| Partido Republicano Popular                                     | 80,420                      | 0.1                         | 0                           | 2,995              | 0.0                | 0                  | 0                | Nuevo |
| Otros partidos                                                  | –                           | –                           | –                           | 288,866            | 0.5                | 0                  | 0                | –     |
| Independientes                                                  | –                           | –                           | –                           | 15,843,626         | 26.9               | 67                 | 67               | −38   |
| Contra todos                                                    | 2,851,958                   | 4.7                         | –                           | 7,744,998          | 13.1               | –                  | –                | –     |
| Escaños vacantes                                                | –                           | –                           | –                           | –                  | –                  | 3                  | 3                | –     |
| Votos nulos/blancos                                             | 948,435                     | –                           | –                           | 1,247,491          | –                  | –                  | –                | –     |
| Total                                                           | 60,633,177                  | 100                         | 225                         | 60,222,554         | 100                | 225                | 450              | 0     |
| Votantes registrados/participación                              | 108,906,250                 | 55.7                        | –                           | 108,906,250        | 55.3               | –                  | –                | –     |
| Fuente: Nohlen & Stöver, IPU, Elecciones de 2003                |                             |                             |                             |                    |                    |                    |                  |       |